# 波の乙女

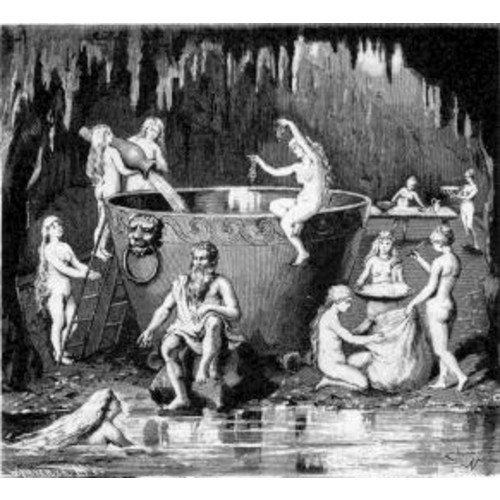
エーギル、ラーン、波の乙女

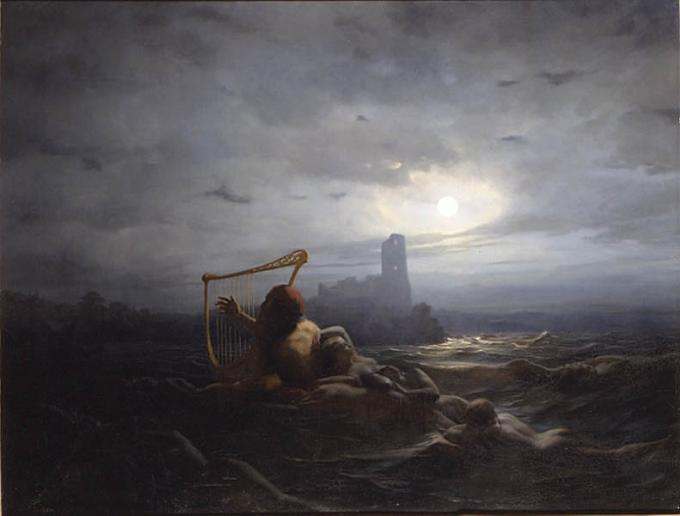
ニルス・ブロメールが描いた、水の妖精ネッケンと波の乙女。

波の乙女（なみのおとめ）は、北欧神話に登場する巨人の9人の女性である。

## 概要
父は海の神エーギル、母はラーンとされる。
神のヘイムダルの9人の母となる。
『ギュルヴィたぶらかし』第二部『詩語法』では次の9人の名前があがっている。
- ヒミングレーヴァ（Himinglæva）（天に輝く者）
- ドゥーヴァ（Dúfa）（沈める波）
- ブローズグハッダ（Blóðughadda）（血まみれの髪）
- ヘヴリング（Hefring）（高くせり上がる波）
- ウズ（Uðr）（叩き付ける波）
- フレン[注釈 1]（Hrönn）（重なる波）
- ビュルギャ（Byrgja）（取り囲む者）
  - 『詩語法』の別の箇所ではドゥロヴン[2]またはドロヴン[2]（Dröfn）。
- バーラ（Bára）（漂流者を弄ぶ大波）
- コールガ（Kólga）（押し寄せる大波）